# 開山憲一
開山 憲一（かいやま けんいち）は、日本の弁護士・元法務官僚・元検察官。

## 人物
北海道帯広市生まれ。中央大学法学部通信教育課程出身の生え抜き法曹の一人。北海道帯広三条高等学校在学中は軟式テニス部に所属。帯広三条高校卒業後、働きながら通信教育で学び司法試験に合格した苦労人。さいたま地方検察庁公判部検事だった2002年（平成14年）、刑事事件での論告中に涙を流したこともある。退官後、LEC大学教授に就任。その後退任。

## 略歴
- 1966年（昭和41年）北海道帯広三条高等学校卒業[2]。国立大学事務官として入職
- 1971年（昭和46年）中央大学法学部通信教育課程卒業
- 1979年（昭和54年）司法試験に合格
- 1982年（昭和57年）東京地方検察庁検事
- 1983年（昭和58年）旭川地方検察庁検事
- 1985年（昭和60年）札幌地方検察庁検事
- 1988年（昭和63年）福島地方検察庁白河支部長
- 1991年（平成3年）東京法務局訟務部付検事
- 1994年（平成6年）東京地方検察庁八王子支部長
- 1995年（平成7年）長崎地方検察庁佐世保支部長
- 1999年（平成11年）法務省法務総合研究所教官
- 2002年（平成14年）さいたま地方検察庁公判部検事
- 2004年（平成16年）名古屋高等検察庁検事
- 2005年（平成17年）退官。公証人に就任。LEC東京リーガルマインド大学総合キャリア学部客員教授、大宮法科大学院大学非常勤講師、獨協大学法科大学院非常勤講師
- 2010年（平成22年）中央大学信窓会会長に就任
- 2013年（平成25年）公証人退任。LEC東京リーガルマインド大学退職。弁護士登録。埼玉イージス法律事務所代表[3]。

## 主著
- 石川達紘編『刑事裁判実務大系　第10巻』（分担執筆担当、青林書院、1993年）
- 平野龍一編『注解特別刑法　補巻3』（分担執筆担当、青林書院、1996年）
- 『あたらしい会社法』（日本加除出版、2003年）
- 『あたらしい会社法（全訂版）』（日本加除出版、2006年）